# Свети Георги (Лазарополе)
Вижте пояснителната страница за други значения на Свети Георги.
„Свети Георги“ (на македонска литературна норма: „Свети Ѓорѓи“) е православна църква в село Лазарополе, община Маврово и Ростуше, Северна Македония. Тя е част от Дебърско-Кичевската епархия на Македонската православна църква.

## История
През 1832 година в Лазарополе на основите на стар храм, съдейки по формулата „съгради и обнови“ в ктиторския надпис от 1841 г., започва строеж на църква, чийто ктитор е Гюрчин Кокале. Църквата се строи без разрешение 6 години, до 1838 година, когато Гюрчин Кокале отива на аудиенция при султана, от когото получава ферман за построяване на църквата. През 1841 църквата „Свети Георги“ е завършена и осветена.

## Интериор
Стенописите са изработени от много зографи, сред които и зограф Михаил, пазарен и доведен чак от Света гора, който обаче поради неморално поведение е заменен от Дичо Зограф от Тресонче. Иконата на Свети Георги със сцени от житието му в южния край от престолния ред на иконостаса е от началото на XVII век. Амвонът е дело на Наум Дойчинов. Иконостасът е от 1836-1837 година, като в него са употребени елементи от XVIII век. Царските двери са от края на XVIII век и са дело на зограф Неделко от Росоки и вероятно са инвентар на предходната църква. Иконите „Света Богородица с Младенеца“ и „Христос Вседържител“ са дар от уста Велян Огненов и са дело на Димитър Томов Хаджиикономов. Те имат идентичен надпис: „Тази света икона... поклониха кир Велю и братята му Дамян и Георги, Огненови синове, Даркоски, в годината 1849. От ръката на Димитър Тома хаджи Икономов от Разлога“.
Камбанарията е завършена през 1857 година, като дар от сина на Гюрчин Кокале, Дамян. Гюрчин е погребан в двора на църквата до олтара.
Нартексът е изписан от Никола Кръстев от Лазарополе в 1873 година, а впоследствие покрит с нови стенописи в 1926 година от Константин Николов, за което говори надписа над южната входна врата в нартекса: „За успомен и за здравље обновио ових упореду три малих кубета, својим прилогом! Стефан Симоновић Жупчески са породицом. Живописац Коста Николић са синовима Јаћим Томо и Тодосија. Из Лазаропоља, 10 фебр. 1926 г.“
В 1892 година владишкият трон е позлатен от Яков Мажовски, който оставя надпис „живописеца Іакова Радефъ Маџоски 1892“.

## Галерия
- Стенописи от църквата
- Стенопис, дело на Дичо Зограф
- Иконостасът
- Входът с фреската на Свети Георги, обновена от Томо Колоски в 1964 г.
- Стенописи в църквата
- Гробовете на Гюрчин Кокале, поп Мартин Петров Димковски, архимандрит Теофил Аврамов и поп Серафим Мартинов Димковски